# Starflyer 59
Pour les articles homonymes, voir Starflyer (homonymie).
Starflyer 59 est un groupe de rock indépendant américain, originaire de Riverside, en Californie. Il est formé en 1993 par Jason Martin. Bien que Martin ait composé toutes les chansons de Starflyer 59, le groupe a inclus plusieurs musiciens différents au cours des années, notamment Jeff Cloud et Frank Lenz.
Bien que certains catégorisent le groupe dans le rock chrétien, leur son pourrait être mieux décrit comme du rock indépendant ou du shoegazing. Starflyer 59 sont sur l'étiquette Tooth & Nail.

## Biographie

### création et débuts (1993–1997)
Starflyer 59 signe un contrat avec Tooth and Nail Records, leur premier label et leur label original, après que Jason Martin ait donné une démo à Brandon Ebel après l'avoir rencontré à un festival musical en 1993. Peu après, Ebel contacte Martin et lui offre un contrat d'enregistrement. Avant la fin de l'année 1994, le premier album de Starflyer 59, Silver, est enregistré et lancé.
En 1995, Starflyer 59 lance leur deuxième album, intitulé Gold. Lyriquement, l'album continue dans sa lignée dépressive. Les premières réactions à l'album sont généralement négatives ; plusieurs personnes ayant apprécié le premier album sont déçues par le nouveau disque,,. Avec le temps, toutefois, les perceptions de Gold deviennent plus positives ; les ventes de l'album montent soudainement en flèche et il se vend à près de trois fois plus d'exemplaires que Silver. En 1996, le groupe sort un album live album via Velvet Blue Music intitulé Plugged,.
Pour le prochain album de Starflyer 59, Americana, plusieurs changements de personnel s'opèrent. Le bassiste Andrew Larson quitte le groupe et se fait remplacer par Eric Campuzano (The Prayer Chain). De plus, Wayne Everett (The Prayer Chain) devient le batteur du groupe en studio, un rôle jusque-là assumé par Martin. De fortes tensions dans le studio durant l'enregistrement de l'album atteignent leur point culminant avec le départ de Campuzano avant le début de la tournée pour l'album. Il est remplacé par Jeff Cloud, qui avait été le gérant de tournée de Starflyer 59 jusque-là,,.

### The Fashion Focus(1998–2001)
Le lancement de The Fashion Focus en 1998 marque un changement de cap dans le son du group, en grande partie sous l'influence du producteur Gene Eugene. Tandis que les albums précédents avaient misé sur les guitares lourdes, The Fashion Focus est un album au son beaucoup plus doux. Cet album utilise beaucoup de claviers au lieu des guitares distortionnées. Le nouveau son était beaucoup plus pop que les premiers albums. Everybody Makes Mistakes, lancé l'année suivante, continue dans la même direction que The Fashion Focus.
Le 21 novembre 2000, Starflyer 59 lance Easy Come Easy Go, un disque double contenant des pistes résumant leur carrière jusque-là. Le prochain album studio du groupe, Leave Here A Stranger, est lancé l'année suivante et continue l'adoucissement de leur son. Après le décès de Gene Eugene, Martin fait appel à Terry Taylor, un de ses idoles musicaux depuis longtemps, pour produire l'album. En hommage à l'album monumental Pet Sounds des Beach Boys, Leave Here A Stranger est enregistré et mixé en mono.

### Productions (2002–2008)
À partir de 2003, Starflyer 59 lance un nouvel album par année, tous auto-produits. Old est le premier de ces albums, et il marque un nouveau tournant dans le son du groupe. Sur cet album, on retrouve des guitares plus lourdes que ce qu'on pouvait entendre sur Leave Here a Stranger. Toutefois, la musique de Old demeure beaucoup plus douce que les premiers albums du groupe. En 2004, I Am The Portuguese Blues est lancé. Avec cet album, Starflyer 59 revient au son lourd et aux pochettes d'albums monochromatiques qui caractérisent leurs trois premiers albums Silver, Gold et Americana. I Am the Portuguese Blues n'est pas la véritable suite de Old ; il s'agit plutôt d'un ensemble de chansons plus vieilles qui avaient originellement été composées pour un album devant suivre Americana. Ces chansons avaient été mises de côté lorsque le groupe a changé de direction et enregistré The Fashion Focus. Cet album fait le bonheur des fans des débuts de Starflyer 59, mais sème la confusion chez les fans plus récents et les critiques qui connaissent davantage les chansons plus récentes et plus pop du groupe.
En 2005, l'album Talking Voice vs. Singing Voice marque une fois de plus un changement de son pour le groupe ; le style de l'album est une évolution plus naturelle du son présent sur Old que ne l'avait été I am the Portuguese Blues. Pour cet album, Starflyer 59 est réduit à seulement deux membres : Jason Martin et le batteur Frank Lenz. Il s'agit du premier album studio enregistré sans le bassiste Jeff Cloud depuis Americana. Malgré ces effectifs réduits, les chansons sur Talking Voice vs. Singing Voice ont un son très rempli, en partie grâce à l'inclusion de musiciens invités ajoutant des instruments à corde sur plusieurs pistes de l'album. Également en 2005, Starflyer 59 relance des versions de Silver et Gold remasterisées numériquement avec des chansons bonus. La nouvelle version de Silver inclut les pistes de l'EP qui l'a suivi, She's the Queen. Gold fut relancé avec les chansons originellement présentes sur le single 7 pouces Goodbyes are Sad et trois des quatre pistes de l'EP Le Vainqueur. Le 12 septembre 2006, le groupe lance leur album suivant, intitulé My Island, ainsi qu'un vidéoclip pour la chanson I Win tirée de l'album. Leur onzième album, Dial M, est publié le 28 octobre 2008.

### The Changing of the Guardet autres (depuis 2009)
Le groupe publie The Changing of the Guard le 10 août 2010. Après le décès de son père, Jason Martin reprend progressivement les reines de sa société de camions à Riverside, California. Leur dernier album, IAMACEO, est publié le 17 décembre 2012 (au 40e anniversaire de Jason Martin's). L'album est financé par des dons sur Kickstarter. Ils réussissent à atteindre le but fixé en mars 2012.
En juillet, les fans découvrent que T.W. Walsh - qui avait masterisé et joué sur IAMACEO - est ajouté à la nouvelle formation de Starflyer 59.

## Discographie

### Albums studio
- 1993 : Silver
- 1995 : Gold
- 1997 : Americana
- 1998 : The Fashion Focus
- 1999 : Everybody Makes Mistakes
- 2001 : Leave Here A Stranger
- 2003 : Old
- 2004 : I am the Portuguese Blues
- 2005 : Talking Voice vs. Singing Voice
- 2005 : Silver (Extended Edition)
- 2005 : Gold (Extended Edition)
- 2006 : My Island
- 2010 : The Changing of the Guard
- 2013 : IAMACEO
- 2016 : Slow
- 2019 : Young in My Head
- 2021 : Vanity
- 2024 : Lust For Gold

### EP
- She's The Queen (1994)
- Le Vainqueur (1995)
- Fell In Love At 22 (1999)
- Can't Stop Eating (2002)
- Old demos (2003)
- The Last Laurel (2004)
- I Win (2006)

### Albums live
- Plugged (EP) (1996)
- Live At The Paradox (EP) (2002)
- Never Play Covers (EP) (2005)

### Vinyles 12"
- Gold (12") (1995, Tooth & Nail Records)
- Americana (12") (1997, Tooth & Nail Records)
- The Fashion Focus (12" + bonus 7") (1998, Burnt Toast Vinyl)
- Everybody Makes Mistakes] (12" + bonus 7") (1999, Burnt Toast Vinyl)
- Leave Here A Stranger (12") (2001, ABC GROUP DOCUMENTATION)
- Portuguese Blues (12") (2004, Burnt Toast Vinyl)
- The Last Laurel (12") (2005, Republic of Texas Recordings / Somewherecold Records)
- Talking Voice vs. Singing Voice (12") (2005, Burnt Toast Vinyl)

### Singles (vinyles 7")
- The Drop (single) (1994)
- Goodbyes Are Sad (single) (1997)
- Bonus 7" avec The Fashion Focus 12" (1998)
- Bonus 7" avec Everybody Makes Mistakes 12" (1999)

### Coffrets
- Easy Come Easy Go (Box Set) (2000)

### Compilations
- A Steve Taylor Tribute: I Predict A Clone (CD) (1994, R.E.X. Music)
- Happy Christmas (CD) (1998, BEC Recordings)
- When Worlds Collide: A Tribute to Daniel Amos (1999, Ferris Wheel)
- Plastiq Musiq: Electric Music Comp.1 (CD) (1999, Plastiq Musiq)
- Happy Christmas Vol. 2 (CD) (1999, BEC Recordings)
- Start Right Here: Remembering the Life of Keith Green (CD) (2001, BEC Recordings)
- Happy Christmas Vol.3 (CD) (2001, BEC Recordings)
- A Live Tribute Recording For Gene Eugene (CD) (2001, Northern Records)
- X 2003: Experience the Alternative (2xCD) (2003, BEC Recordings)
- Neverending White Lights: ACT 1, Goodbye Friends of the Heavenly Bodies (CD) (2005, Daniel Victor)
- Happy Christmas Vol.4 (CD) (2005, Tooth & Nail Records)
- You Cant Handle The Tooth! Vol. 01 (2006, Tooth & Nail Records)